# Tennis de taula als Jocs Mediterranis de 2018
La competició de tennis de taula dels Jocs del Mediterrani de 2018 de Tarragona es va celebrar entre el 26 i el 30 de juny a l'Pavelló Joana Ballart de Valls. La primera aparició d'aquest esport en els Jocs del Mediterrani va ser a Esmirna 1971 a Turquia.
La competició es va centrar en quatre categories, dues masculines (individual i equips) i dues femenines (individual i equips).

## Medaller per categoria
| Categoria  | Or                                                      | Plata                                                                                 | Bronze                                                                                 |
| Homes      |                                                         |                                                                                       |                                                                                        |
| Individual | Darko Jorgic                                            | Jesús Cantero                                                                         | Ibrahim Gunduz                                                                         |
| Equips     | Eslovènia · Bojan Tokic · Darko Jorgic · Deni Kozul     | França · Joe Alexandre Seyfried · Alexandre François Robinot · Leo Nicolas De Nodrest | Portugal · Diogo Chen · Diogo Carvalho · André Silva                                   |
| Dones      |                                                         |                                                                                       |                                                                                        |
| Individual | Dina Meshref                                            | Xiaoxin Yang                                                                          | Galia Dvorak                                                                           |
| Equips     | Espanya · María Xiao Yao · Galia Dvorak · Xuan Zhang Xu | Turquia · Gulpembe Ozkaya · Sibel Altinkaya · Ozge Yilmaz                             | França · Audrey Aldjia Zarif · Stephanie Nathalie Loeuillette · Laura Chrystel Gasnier |

## Medaller per país
| Posició | País      | Or | Plata | Bronze | Total |
| 1       | Eslovènia | 2  | -     | -      | 2     |
| 2       | Espanya   | 1  | 1     | 1      | 3     |
| 3       | Egipte    | 1  | -     | -      | 1     |
| 4       | França    | -  | 1     | 1      | 2     |
| 4       | Turquia   | -  | 1     | 1      | 2     |
| 6       | Mònaco    | -  | 1     | -      | 1     |
| 7       | Portugal  | -  | -     | 1      | 1     |
| Total   | Total     | 4  | 4     | 4      | 12    |